# Seasons in the Abyss (singolo)
Seasons in the Abyss è un singolo del gruppo musicale statunitense Slayer, pubblicato nel 1990 come unico estratto dall'album omonimo.

## Descrizione
Il brano rappresenta la traccia conclusiva del disco nonché quello più lungo grazie ai suoi oltre sei minuti di durata. La lunga introduzione si caratterizza per un tempo lento di ispirazione doom metal per poi passare a una sezione più ritmata e accessibile che segue la forma canzone, con strofe e ritornello.

## Tracce
Testi e musiche di Jeff Hanneman e Tom Araya, eccetto dove indicato.
CD, 7" (picture disc)
1. Seasons in the Abyss – 6:32
2. Aggressive Perfector – 2:29 (Jeff Hanneman, Kerry King)
3. Seasons in the Abyss (Experimental Mix) – 6:34

7"
- Lato A

1. Seasons in the Abyss – 6:32

- Lato B

1. Aggressive Perfector – 2:29 (Jeff Hanneman, Kerry King)

12"
- Lato A

1. Seasons in the Abyss – 6:32

- Lato B

1. Aggressive Perfector – 2:29 (Jeff Hanneman, Kerry King)
2. Chemical Warfare (Live) (Jeff Hanneman, Kerry King)

## Formazione
Gruppo
- Tom Araya – voce, basso
- Jeff Hanneman – chitarra
- Kerry King – chitarra
- Dave Lombardo – batteria

Produzione
- Rick Rubin – produzione
- Andy Wallace – coproduzione, ingegneria del suono, missaggio
- Slayer – coproduzione
- Chris Rich – assistenza tecnica
- David Tobocman – assistenza tecnica
- Allen Abrahamson – assistenza tecnica
- Howie Weinberg – mastering